# سكوت مايرز (مبرمج)
سكوت مايرز (بالإنجليزية: Scott Meyers)‏ (و. 1959  م) هو مبرمج، وكاتب، وعالم حاسوب، ومهندس أمريكي، ولد في الولايات المتحدة.

## التعليم
تعلم في جامعة ستانفورد، وتعلم في جامعة براون
.